# Новозеландски орехчета
Новозеландските орехчета (Acanthisittidae) са семейство дребни птици от разред Врабчоподобни (Passeriformes).
Включва два съвременни вида, всеки обособен в собствен род, срещащи се само в горите на Нова Зеландия. На дължина достигат 7 до 10 сантиметра с маса 5 до 22 грама, като някои от известните изчезнали видове са по-едри. Хранят се главно с насекоми.

## Родове
Семейство Acanthisittidae - Новозеландски орехчета
- Acanthisitta - Новозеландски орехчета стрелчета
- Xenicus